# Висбар, Франк
Франк Висбар (нем. Frank Wisbar или Wysbar; 9 декабря 1899, Тильзит — 17 марта 1967, Майнц) — немецкий режиссёр и сценарист, один из самых значимых режиссёров XX века, добившийся успеха как с немецкими, так и американскими фильмами и телешоу. Начиная с 1950 года, он работал с актёрами, которые сформировали облик послевоенного немецкого кино, да и всего немецкого телевидения. В их числе Дитмар Шёнхер, Бригитта Хорни, Хорст Франк. Самой известной работой Висбара считается военная драма «Собаки, вы хотите жить вечно?», снятая в 1959 году и по праву заслужившая несколько высших наград Германии в области кинематографа.

## Биография
Франк Висбар родился 9 декабря 1899 года в восточно-прусском Тильзите. О его юности известно недостаточно много. В детстве Франк увлекался музыкой, в частности углубленно изучал творчество Вольфганга Амадея Моцарта. Первоначально он планировал стать офицером, поэтому посещал прусскую военную академию, но в конце двадцатых годов решил попробовать себя в кино. В звании лейтенанта в 1927 году он взял отпуск и начал работать в журнале «Театр и искусство». Сначала Висбар работал ассистентом режиссёра и директором производства, пока не получил в 1932 году возможность самостоятельно поставить свой первый фильм под названием «Проклятие Уленшпигеля». Уже в следующем году он впервые вступил в конфликт с должностными лицами нацистской культуры, так как его второй фильм «Анна и Элизабет» (с актёрами Гертом Тиле и Доротеей Вик), по мнению национал-социалистических функционеров, якобы наносил ущерб «правильному восприятию немецкого народа», так как был посвящён крестьянской девушке, возможно, наделённой сверхъестественными целительными способностями. В 1935 году Висбар снял фильм «Паромщица Мария», который стал, вероятно, наиболее художественно значимым произведением всей его карьеры. В главной роли легендарного, скупого на диалоги фильма, в котором также не обошлось без мистической, таинственной атмосферы, блистала Сибилла Шмитц. Сюжет фильма прост — зрителям показывают небольшую немецкую деревеньку, со всех сторон окружённую болотами, где единственным источником связи с внешним миром является древний паром через реку. Однажды ночью при загадочных обстоятельствах умирает старый паромщик, и в деревне в связи с этим появляются страшные слухи о нечистой силе, изобилующей возле реки. Место старика остаётся вакантным до тех пор, пока в деревне не появляется бездомная девушка по имени Мария…
После погромов Хрустальной ночи в 1938 году Висбар, опасаясь за свою жизнь и жизнь жены-еврейки, эмигрировал по туристской визе через Роттердам в США. В Америке Франк снова стал участвовать на разных должностях в производстве фильмов. Здесь же он изменил написание своего имени с WisBar на Wysbar. Попытка выпустить востребованную продукцию (например, драму из жизни Моцарта) для одной из крупных киностудий не удалась. Висбар обрёл успех в США лишь тогда, когда обратился к новому средству — телевидению. Франк стал одним из пионеров в производстве новой взрывной развлекательной отрасли — телевизионного шоу. Доходы от его первого же успешного шоу «Fireside Theatre» позволили Франку Висбару создать свою собственную продюсерскую компанию Wisbar Productions Inc, с которой он произвёл на свет более 300 фильмов, в то время его студия охватывала 125 сотрудников. В середине 1950-х годов Висбар в качестве американского гражданина вернулся на родину в Федеративную Республику Германию, здесь он перешёл от производства массового материала к созданию более сложных фильмов для взыскательной и требовательной публики. Необходимость серьёзно осмыслить историю своей страны проявилась в его дальнейшей карьере, в частности, в работе над фильмами о войне и антивоенными материалами. В 1959 году Висбар был отмечен немецкой премией кинокритиков.
Франк Висбар умер 17 марта 1967 года в Майнце от эмболии и похоронен на Ольсдорфском кладбище в Гамбурге.

## Методы работы Висбара
Такие актёры, как Йоахим Хансен и Гюнтер Пфлицман, описывали поздний метод работы Висбара как крайне педантичный и внимательный к достоверности изложенных событий. Франк очень беспокоился за подлинность поданного материала. При работе над сценарием он тщательно и интенсивно рассматривал заявления свидетелей, документы и литературу. Он считал, что обязан искать контакт с потомками исторических персонажей своих фильмов для того, чтобы обсудить с ними отдельные тонкости в диалогах и обеспечить, таким образом, их надёжность и правдоподобность. Йоахим Хансен описал Висбара и его подход как «непреклонный». Сам же Франк Висбар говорил о своем особенном способе в производстве кино: «Бессмысленно делать бесполезный фильм, если я работаю в Германии, я буду следовать за своей совестью и снимать фильмы с антивоенной направленностью …»

## Фильмография
- 1931 — Проклятие Уленшпигеля
- 1933 — Анна и Элизабет
- 1934 — Rivalen der Luft
- 1934 — Гермиона и семь мужчин
- 1935 — Die Werft zum grauen Hecht
- 1935 — Паромщица Мария
- 1937 — Ball im Metropol
- 1937 — Petermann ist dagegen!
- 1939 — Tell-Tale Heart
- 1945 — Secrets of a Sorority Girl
- 1946 — Болотный душитель
- 1946 — Devil Bat’s Daughter
- 1947 — Маяк
- 1947 — Prairie
- 1948 — The Mozart Story
- 1954 — Театр «Дженерал Электрик»
- 1957 — Акулы и мелкие рыбёшки
- 1958 — Собаки, вы хотите жить вечно?
- 1958 — Мокрый асфальт
- 1959 — Ночь над Готенхафеном
- 1959 — Fabrik der Offiziere
- 1961 — Barbara — Wild wie das Meer
- 1962 — Marcia o crepa
- 1963 — Durchbruch Lok 234
- 1965 — Das Feuerzeichen
- 1965 — Onkel Phils Nachlaß
- 1966 — SOS — Morro Castle
- 1967 — Flucht über die Ostsee